# Нерівність середнього арифметичного та геометричного
У математиці, нерівність середнього арифметичного та геометричного або коротше нерівність СА–СГ стверджує, що середнє арифметичне набору невід'ємних дійсних чисел більше ніж або дорівнює середньому геометричному цих же чисел; і далі, що ці середні дорівнюють одне одному тоді і лише тоді, коли усі числа в наборі однакові.
Найпростіший нетривіальний випадок — тобто, з більш ніж з однією змінною — для двох невід'ємних чисел x і y, це таке твердження
{\displaystyle {\frac {x+y}{2}}\geq {\sqrt {xy}}}
зі знаком рівності тоді і лише тоді, коли x = y. 
Цей випадок можна зрозуміти завдяки тому факту, що квадрат дійсного числа завжди невід'ємний  і з елементарного випадку біноміальної формули (a ± b)2 = a2 ± 2ab + b2:
{\displaystyle {\begin{aligned}0&\leq (x-y)^{2}\\&=x^{2}-2xy+y^{2}\\&=x^{2}+2xy+y^{2}-4xy\\&=(x+y)^{2}-4xy.\end{aligned}}}
Інакше кажучи, (x + y)2 ≥ 4xy, де рівність досягається саме тоді, коли (x − y)2 = 0, тобто x = y.
Для геометричного тлумачення, розглянемо прямокутник зі сторонами довжин x і y, звідси його периметр 2x +  2y і площа xy. Подібно, квадрат з усіма сторонами довжини √xy має периметр 4√xy і ту ж саму площу, що і прямокутник. Найпростіший нетривіальний випадок нерівності СА-СГ для периметра дає 2x +  2y ≥ 4√xy і, що лише квадрат має найменший периметр серед усіх прямокутників рівної площі.
Загальна нерівність СА-СГ відповідає тому факту, що натуральний логарифм, який переводить множення у додавання, є строго увігнутою функцією; використовуючи нерівність Єнсена отримуємо загальне доведення нерівності.
{\displaystyle {\frac {\ln x+\ln y}{2}}\leq \ln \left({\frac {x+y}{2}}\right)}
Розширення нерівності СА-СГ можуть включати ваги або середні степеневі.

## Підґрунтя
Середнє арифметичне набору з n чисел x1, x2, . . . , xn — це сума чисел поділена на n:
{\displaystyle {\frac {x_{1}+x_{2}+\cdots +x_{n}}{n}}.}

Подібно середнє геометричне, окрім того, що воно визначене лише для набору невід'ємних дійсних чисел і використовує множення і корінь замість додавання і ділення:
{\displaystyle {\sqrt[{n}]{x_{1}\cdot x_{2}\cdots x_{n}}}.}
Якщо x1, x2, . . . , xn > 0, тоді це дорівнює показниковій функції середнього арифметичного натуральних логарифмів цих чисел:
{\displaystyle \exp \left({\frac {\ln {x_{1}}+\ln {x_{2}}+\cdots +\ln {x_{n}}}{n}}\right).}

## Нерівність
Перефразовуючи нерівність використовуючи математичний запис, ми маємо, що для будь-якого набору з n невід'ємних дійсних чисел x1, x2, . . . , xn,
{\displaystyle {\frac {x_{1}+x_{2}+\cdots +x_{n}}{n}}\geq {\sqrt[{n}]{x_{1}\cdot x_{2}\cdots x_{n}}}\,,}
і, що рівність досягається тоді і лише тоді, коли
x1 = x2 = · · · = xn.

## Геометричне тлумачення
У двох вимірах, 2x1 +  2x2 це периметр прямокутника з довжинами сторін x1 і x2. Аналогічно, 4√x1x2 це периметр квадрата з тією самою площею як попередньо згаданий прямокутник. Отже, для n = 2 нерівність СА-ГА твердить, що лише квадрат має найменший периметр посеред усіх прямокутників рівної площі.
Повна нерівність це розширення цієї ідеї на n вимірів. Кожна вершина n-вимірного паралелепіпеда має n інцидентних ребер. Якщо довжини цих ребер x1, x2, . . . , xn, тоді x1 + x2 +  · · · + xn це загальна довжина ребер інцидентних цій вершині. Всього маємо 2n вершин, тому множимо це на 2n; однак, оскільки кожне ребро інцидентне двом вершинам, кожне ребро пораховане двічі. Через це ми ділимо на 2 і приходимо до висновку, що ребер всього 2n−1n. Ребер кожної довжини однакова кількість і всього n довжин; з цього випливає, що ми маємо 2n−1 ребер кожної довжини і загальна довжина всіх ребер становить 2n−1(x1 + x2 + · · · + xn). З іншого боку,
{\displaystyle 2^{n-1}n{\sqrt[{n}]{x_{1}x_{2}\cdots x_{n}}}}
є загальною довжиною ребер інцидентних до певної вершини на n-вимірному кубі рівного об'єму. Оскільки наша нерівність стверджує, що 
{\displaystyle {x_{1}+x_{2}+\cdots +x_{n} \over n}\geq {\sqrt[{n}]{x_{1}x_{2}\cdots x_{n}}},}
ми маємо
{\displaystyle 2^{n-1}(x_{1}+x_{2}+\cdots +x_{n})\geq 2^{n-1}n{\sqrt[{n}]{x_{1}x_{2}\cdots x_{n}}}\,}
зі знаком рівності тоді і лише тоді, коли
x1 = x2 = · · · = xn.
Отже, нерівність СА-ГА стверджує, що лише гіперкуб має найменшу суму довжин ребер інцидентних кожній вершині посеред усіх n-вимірних паралелограмів того самого об'єму.

## Приклад застосування
Розглянемо функцію
{\displaystyle f(x,y,z)={\frac {x}{y}}+{\sqrt {\frac {y}{z}}}+{\sqrt[{3}]{\frac {z}{x}}}}
для всіх додатних дійсних чисел x, y і z. Припустимо ми бажаємо знайти мінімальне значення цієї функції. Спершу ми перепишемо її трошки:
{\displaystyle {\begin{aligned}f(x,y,z)&=6\cdot {\frac {{\frac {x}{y}}+{\frac {1}{2}}{\sqrt {\frac {y}{z}}}+{\frac {1}{2}}{\sqrt {\frac {y}{z}}}+{\frac {1}{3}}{\sqrt[{3}]{\frac {z}{x}}}+{\frac {1}{3}}{\sqrt[{3}]{\frac {z}{x}}}+{\frac {1}{3}}{\sqrt[{3}]{\frac {z}{x}}}}{6}}\\&=6\cdot {\frac {x_{1}+x_{2}+x_{3}+x_{4}+x_{5}+x_{6}}{6}}\end{aligned}}}
з
{\displaystyle x_{1}={\frac {x}{y}},\qquad x_{2}=x_{3}={\frac {1}{2}}{\sqrt {\frac {y}{z}}},\qquad x_{4}=x_{5}=x_{6}={\frac {1}{3}}{\sqrt[{3}]{\frac {z}{x}}}.}
Застосовуючи нерівність СА-СГ для n = 6, маємо
{\displaystyle {\begin{aligned}f(x,y,z)&\geq 6\cdot {\sqrt[{6}]{{\frac {x}{y}}\cdot {\frac {1}{2}}{\sqrt {\frac {y}{z}}}\cdot {\frac {1}{2}}{\sqrt {\frac {y}{z}}}\cdot {\frac {1}{3}}{\sqrt[{3}]{\frac {z}{x}}}\cdot {\frac {1}{3}}{\sqrt[{3}]{\frac {z}{x}}}\cdot {\frac {1}{3}}{\sqrt[{3}]{\frac {z}{x}}}}}\\&=6\cdot {\sqrt[{6}]{{\frac {1}{2\cdot 2\cdot 3\cdot 3\cdot 3}}{\frac {x}{y}}{\frac {y}{z}}{\frac {z}{x}}}}\\&=2^{2/3}\cdot 3^{1/2}.\end{aligned}}}
Далі, ми знаємо, що два боки нерівності дорівнюють один одному тоді коли всі доданки середнього рівні між собою:
{\displaystyle f(x,y,z)=2^{2/3}\cdot 3^{1/2}\quad } коли {\displaystyle \quad {\frac {x}{y}}={\frac {1}{2}}{\sqrt {\frac {y}{z}}}={\frac {1}{3}}{\sqrt[{3}]{\frac {z}{x}}}.}
Усі точки (x, y, z), що задовольняють цим умовам лежать на промені, що починається в початку координат і задається так
{\displaystyle (x,y,z)={\biggr (}t,{\sqrt[{3}]{2}}{\sqrt {3}}\,t,{\frac {3{\sqrt {3}}}{2}}\,t{\biggr )}\quad ,\quad t>0.}

## Доведення нерівності СА-СГ
Існує декілька шляхів доведення нерівності СА-ГА; наприклад, його можна вивести із нерівності Єнсена, використовуючи угнуту функцію ln(x). Також можна довести використовуючи нерівність перестановок. Зважаючи на довжину та необхідні попередні знання, просте доведення по індукції наведене нижче, мабуть, найкраща рекомендація для першого читання.

### Ідея перших двох доведень
Нам потрібно показати, що
{\displaystyle {\frac {x_{1}+x_{2}+\cdots +x_{n}}{n}}\geq {\sqrt[{n}]{x_{1}x_{2}\cdots x_{n}}}}
зі знаком рівності лише коли всі числа однакові. Якщо xi ≠ xj, тоді заміна обох xi і xj на
(xi + xj)/2 залишить середнє арифметичне ліворуч незміненим, але збільшить середнє геометричне праворуч оскільки
{\displaystyle {\Bigl (}{\frac {x_{i}+x_{j}}{2}}{\Bigr )}^{2}-x_{i}x_{j}={\Bigl (}{\frac {x_{i}-x_{j}}{2}}{\Bigr )}^{2}>0.}
Отже, правий бік буде найбільшим коли xi-ті дорівнюють середньому арифметичному
{\displaystyle \alpha ={\frac {x_{1}+x_{2}+\ldots +x_{n}}{n}},}
отже, оскільки тоді це найбільше значення правого боку виразу, ми маємо
{\displaystyle {\frac {x_{1}+x_{2}+\ldots +x_{n}}{n}}=\alpha ={\sqrt[{n}]{\alpha \alpha \ldots \alpha }}\geq {\sqrt[{n}]{x_{1}x_{2}\ldots x_{n}}}.}
Це правильне доведення для випадку n = 2, але процедура отримання ітеративного попарного середнього може зазнати невдачі у створенні n рівних чисел у випадку коли n ≥ 3. Як приклад можна навести випадок коли x1 = x2 ≠ x3: Усереднювання двох відмінних чисел продукує два рівних числа, але третє все ще залишатиметься відмінним. Тому, ми ніколи не отримаємо нерівність із середнім геометричним, яке включає три однакових числа.
З цього видно, що для перетворення цієї ідею у дійсне доведення для випадку n ≥ 3 необхідний додатковий трюк або зміна аргументу.

### Доведення за допомогою індукції
Із середнім арифметичним
{\displaystyle \alpha ={\frac {\ x_{1}+\cdots +x_{n}}{n}}}
невід'ємних дійсних чисел x1, . . . , xn, твердження СА-СГ тотожне до
{\displaystyle \alpha ^{n}\geq x_{1}x_{2}\cdots x_{n}\,}
зі знаком рівності тоді і лише тоді, коли α = xi для всіх i ∈ {1, . . . , n}.
Для наступного доведення ми застосуємо математичну індукцію і лише добре відому арифметику.
База:  Для n = 1 твердження дійсне із знаком рівності.
Гіпотеза: Припустимо, що нерівність СА-ГА має місце для всіх можливих комбінацій з n невід'ємних дійсних чисел.
Крок: Розглянемо n + 1 невід'ємних дійсних числа x1, . . . , xn+1. Їх середнє арифметичне α задовольняє
{\displaystyle (n+1)\alpha =\ x_{1}+\cdots +x_{n}+x_{n+1}.\,}
Якщо всі числа дорівнюють α, тоді ми маємо рівність у твердження СА_СГ і ми зупиняємось. Інакше ми можемо знайти одне число, яке буде більшим  і одне число яке буде меншим ніж α, нехай xn > α і xn+1 < α. Тоді
{\displaystyle (x_{n}-\alpha )(\alpha -x_{n+1})>0\,.\qquad (*)}
Тепер розглянемо n чисел x1, . . . , xn–1, y з
{\displaystyle y:=x_{n}+x_{n+1}-\alpha \geq x_{n}-\alpha >0\,,}
яке теж невід'ємне. З того, що
{\displaystyle n\alpha =x_{1}+\cdots +x_{n-1}+\underbrace {x_{n}+x_{n+1}-\alpha } _{=\,y},}
маємо, що α також є середнім арифметичним n чисел x1, . . . , xn–1, y і індукційна гіпотеза дає нам
{\displaystyle \alpha ^{n+1}=\alpha ^{n}\cdot \alpha \geq x_{1}x_{2}\cdots x_{n-1}y\cdot \alpha .\qquad (**)}
Завдяки (*) ми знаємо, що
{\displaystyle (\underbrace {x_{n}+x_{n+1}-\alpha } _{=\,y})\alpha -x_{n}x_{n+1}=(x_{n}-\alpha )(\alpha -x_{n+1})>0,}
звідси
{\displaystyle y\alpha >x_{n}x_{n+1}\,,\qquad ({*}{*}{*})}
оскільки α > 0. З цього випливає, що якщо хоча б одне число x1, . . . , xn–1 є нулем, тоді ми одразу маємо строгу нерівність у (**). Інакше, права сторона у (**) є додатною і строга нерівність досягається, використовуючи оцінку (***), щоб отримати нижню границю для правої сторони (**). Отже, в обох випадках ми маємо
{\displaystyle \alpha ^{n+1}>x_{1}x_{2}\cdots x_{n-1}x_{n}x_{n+1}\,,}
що завершує доведення.

### Доведення Коші прямо-зворотною індукцією
Наступне доведення прямо покладається на добре відомі правила арифметики, але використовує рідко вживану техніку прямо-зворотної індукції.  По суті автором є Оґюстен-Луї Коші.

#### Випадок коли всі числа однакові
Якщо всі числа однакові:
{\displaystyle x_{1}=x_{2}=\cdots =x_{n},}
тоді їх сума є nx1, отже середнє арифметичне дорівнює x1; і їх добуток становить x1n, отже їх середнє геометричне дорівнює x1; з цього, середнє арифметичне і середнє геометричне однакові, як і вимагалось.

#### Випадок коли не всі числа однакові
Залишилось показати, що якщо не всі числа однакові, тоді арифметичне середнє більше ніж геометричне середнє. Очевидно, це можливо лише коли n > 1.
Цей випадок значно складніший, і ми розділимо його на підвипадки.

##### Випадок колиn=2
Якщо n = 2, тоді ми маємо два числа, x1 і x2, і оскільки (за припущенням) не всі числа однакові, маємо:
{\displaystyle {\begin{aligned}{\Bigl (}{\frac {x_{1}+x_{2}}{2}}{\Bigr )}^{2}-x_{1}x_{2}&={\frac {1}{4}}(x_{1}^{2}+2x_{1}x_{2}+x_{2}^{2})-x_{1}x_{2}\\&={\frac {1}{4}}(x_{1}^{2}-2x_{1}x_{2}+x_{2}^{2})\\&={\Bigl (}{\frac {x_{1}-x_{2}}{2}}{\Bigr )}^{2}>0,\end{aligned}}}
звідси
{\displaystyle {\frac {x_{1}+x_{2}}{2}}>{\sqrt {x_{1}x_{2}}}}
як вимагалось.

##### Підвипадок колиn=2k
Розглянемо випадок коли n = 2k, де k це додатне число. Ми продовжуємо, використовуючи математичну індукцію.
У базовому випадку, k = 1, тому n = 2. Ми вже показали, що нерівність має місце коли n = 2, отже, тут все готово.
Тепер, припустимо, що для певного k > 1, ми вже показали, що нерівність дотримується для n = 2k−1, і ми хочемо показати, що нерівність має місце і для n = 2k. Щоб це зробити, ми двічі застосуємо нерівність для 2k-1 чисел і один раз для 2 чисел, щоб отримати:
{\displaystyle {\begin{aligned}{\frac {x_{1}+x_{2}+\cdots +x_{2^{k}}}{2^{k}}}&{}={\frac {{\frac {x_{1}+x_{2}+\cdots +x_{2^{k-1}}}{2^{k-1}}}+{\frac {x_{2^{k-1}+1}+x_{2^{k-1}+2}+\cdots +x_{2^{k}}}{2^{k-1}}}}{2}}\\[7pt]&\geq {\frac {{\sqrt[{2^{k-1}}]{x_{1}x_{2}\cdots x_{2^{k-1}}}}+{\sqrt[{2^{k-1}}]{x_{2^{k-1}+1}x_{2^{k-1}+2}\cdots x_{2^{k}}}}}{2}}\\[7pt]&\geq {\sqrt {{\sqrt[{2^{k-1}}]{x_{1}x_{2}\cdots x_{2^{k-1}}}}{\sqrt[{2^{k-1}}]{x_{2^{k-1}+1}x_{2^{k-1}+2}\cdots x_{2^{k}}}}}}\\[7pt]&={\sqrt[{2^{k}}]{x_{1}x_{2}\cdots x_{2^{k}}}}\end{aligned}}}
де у першій нерівності рівність досягається лише тоді, коли
{\displaystyle x_{1}=x_{2}=\cdots =x_{2^{k-1}}}
і
{\displaystyle x_{2^{k-1}+1}=x_{2^{k-1}+2}=\cdots =x_{2^{k}}}
(у цьому випадку перше середнє арифметичне і перше середнє геометричне обидва дорівнюють x1, і аналогічно із другим середнім арифметичним і другим середнім геометричним); і у другій нерівності рівність досягається лише тоді, коли два середніх геометричних рівні між собою. Оскільки не всі 2k чисел однакові, неможливо, щоб обидві нерівності стали рівностями, тому ми знаємо, що:
{\displaystyle {\frac {x_{1}+x_{2}+\cdots +x_{2^{k}}}{2^{k}}}>{\sqrt[{2^{k}}]{x_{1}x_{2}\cdots x_{2^{k}}}}}
як вимагалось.

##### Підвипадок колиn< 2k
Якщо n не є натуральним степенем  2, тоді це однозначно менше ніж деякий натуральний степінь 2, оскільки послідовність 2, 4, 8, . . . , 2k, . . . є необмеженою згори. Отже, без втрати загальності, нехай m буде деяким натуральним степенем 2, який більше ніж n.
З цього, якщо ми маємо n чисел, тоді позначимо їх середнє арифметичне як α, і розширимо список чисел так:
{\displaystyle x_{n+1}=x_{n+2}=\cdots =x_{m}=\alpha .}
Тоді ми маємо:
{\displaystyle {\begin{aligned}\alpha &={\frac {x_{1}+x_{2}+\cdots +x_{n}}{n}}\\[6pt]&={\frac {{\frac {m}{n}}\left(x_{1}+x_{2}+\cdots +x_{n}\right)}{m}}\\[6pt]&={\frac {x_{1}+x_{2}+\cdots +x_{n}+{\frac {m-n}{n}}\left(x_{1}+x_{2}+\cdots +x_{n}\right)}{m}}\\[6pt]&={\frac {x_{1}+x_{2}+\cdots +x_{n}+\left(m-n\right)\alpha }{m}}\\[6pt]&={\frac {x_{1}+x_{2}+\cdots +x_{n}+x_{n+1}+\cdots +x_{m}}{m}}\\[6pt]&>{\sqrt[{m}]{x_{1}x_{2}\cdots x_{n}x_{n+1}\cdots x_{m}}}\\[6pt]&={\sqrt[{m}]{x_{1}x_{2}\cdots x_{n}\alpha ^{m-n}}}\,,\end{aligned}}}
тому
{\displaystyle \alpha ^{m}>x_{1}x_{2}\cdots x_{n}\alpha ^{m-n}}
і
{\displaystyle \alpha >{\sqrt[{n}]{x_{1}x_{2}\cdots x_{n}}}}
як вимагалось.

### Доведення по індукції із використанням базових знань зобчислення
Наступне доведення використовує математичну індукцію і диференціальне числення.
База: Для n = 1 твердження виконується із знаком рівності.
Гіпотеза: Припустимо, що СА-СГ виконується для всіх можливих n невід'ємних дійсних чисел.
Крок: Для того, щоб довести твердження для n + 1 невід'ємних дійсних чисел x1, . . . , xn, xn+1, нам потрібно довести, що
{\displaystyle {\frac {x_{1}+\cdots +x_{n}+x_{n+1}}{n+1}}-({x_{1}\cdots x_{n}x_{n+1}})^{\frac {1}{n+1}}\geq 0}
з рівністю лише тоді, коли всі n + 1 чисел однакові.
Якщо всі числа дорівнюють нулю, нерівність виконується із знаком рівності. Якщо деякі, але не всі числа є нулями, то ми маємо строгу нерівність. Отже, ми можемо припустити, що всі n + 1 чисел є додатними.
Ми розглядатимемо останнє число xn+1 як змінну і визначимо функцію
{\displaystyle f(t)={\frac {x_{1}+\cdots +x_{n}+t}{n+1}}-({x_{1}\cdots x_{n}t})^{\frac {1}{n+1}},\qquad t>0.}
Доведення кроку індукції тотожне доведенню того, що f(t) ≥ 0 для всіх t > 0, із f(t) = 0 тільки якщо x1, . . . , xn і t всі рівні. Це можна зробити проаналізувавши критичні точки f.
Перша похідна f така
{\displaystyle f'(t)={\frac {1}{n+1}}-{\frac {1}{n+1}}({x_{1}\cdots x_{n}})^{\frac {1}{n+1}}t^{-{\frac {n}{n+1}}},\qquad t>0.}
Критична точка t0 має задовольняти f′(t0) = 0, що значить
{\displaystyle ({x_{1}\cdots x_{n}})^{\frac {1}{n+1}}t_{0}^{-{\frac {n}{n+1}}}=1.}
Після невеличкої перестановки отримуємо
{\displaystyle t_{0}^{\frac {n}{n+1}}=({x_{1}\cdots x_{n}})^{\frac {1}{n+1}},}
і зрештою
{\displaystyle t_{0}=({x_{1}\cdots x_{n}})^{\frac {1}{n}},}
що є середнім геометричним x1, . . . , xn. Це єдина критична точка f. Оскільки f′′(t) > 0 для всіх t > 0, функція f є строго опуклою і має строгий глобальний мінімум у t0. Тепер обчислимо значення функції у цьому глобальному мінімумі:
{\displaystyle {\begin{aligned}f(t_{0})&={\frac {x_{1}+\cdots +x_{n}+({x_{1}\cdots x_{n}})^{1/n}}{n+1}}-({x_{1}\cdots x_{n}})^{\frac {1}{n+1}}({x_{1}\cdots x_{n}})^{\frac {1}{n(n+1)}}\\&={\frac {x_{1}+\cdots +x_{n}}{n+1}}+{\frac {1}{n+1}}({x_{1}\cdots x_{n}})^{\frac {1}{n}}-({x_{1}\cdots x_{n}})^{\frac {1}{n}}\\&={\frac {x_{1}+\cdots +x_{n}}{n+1}}-{\frac {n}{n+1}}({x_{1}\cdots x_{n}})^{\frac {1}{n}}\\&={\frac {n}{n+1}}{\Bigl (}{\frac {x_{1}+\cdots +x_{n}}{n}}-({x_{1}\cdots x_{n}})^{\frac {1}{n}}{\Bigr )}\geq 0,\end{aligned}}.}
де остання нерівність виконується через індукційну гіпотезу. Гіпотеза також каже, що ми можемо мати рівність лише коли x1, . . . , xn усі однакові. У цьому випадку, їхнє середнє геометричне і t0 мають однакове значення. З цього, якщо x1, . . . , xn, xn+1 не всі рівні, ми маємо f(xn+1) > 0. Це завершує доведення.
Цю техніку можна використати для доведення узагальненої нерівності СА-СГ і Нерівності Коші — Буняковського в Евклідовому просторі Rn.

### Доведення Пойа із використанням експоненційної функції
Пойа Дьордь навів доведення подібне до наступного. Нехай f(x) = ex–1  – x для всіх дійсних x, із першою похідною f′(x) = ex–1 – 1 і другою похідною f′′(x) = ex–1. Звернемо увагу, що f(1) = 0, f′(1) = 0 і f′′(x) > 0 для дійсних x, звідси f є строго опуклою з абсолютним мінімумом у x = 1. Звідси x ≤ ex–1 для всіх дійсних x зі знаком рівності лише для x = 1.
Розглянемо список невід'ємних дійсних чисел x1, x2, . . . , xn. Якщо вони всі нулі, тоді нерівність СА-СГ виконується зі знаком рівності. Отже, ми можемо припустити, що середнє арифметичне α > 0. Застосовуючи попередню нерівність ми отримуємо, що
{\displaystyle {\begin{aligned}{{\frac {x_{1}}{\alpha }}{\frac {x_{2}}{\alpha }}\cdots {\frac {x_{n}}{\alpha }}}&\leq {e^{{\frac {x_{1}}{\alpha }}-1}e^{{\frac {x_{2}}{\alpha }}-1}\cdots e^{{\frac {x_{n}}{\alpha }}-1}}\\&=\exp {\Bigl (}{\frac {x_{1}}{\alpha }}-1+{\frac {x_{2}}{\alpha }}-1+\cdots +{\frac {x_{n}}{\alpha }}-1{\Bigr )},\qquad (*)\end{aligned}}}
із рівністю, лише якщо xi = α для кожного i ∈ {1, . . . , n}. Аргумент експоненційної функції можна спростити:
{\displaystyle {\begin{aligned}{\frac {x_{1}}{\alpha }}-1+{\frac {x_{2}}{\alpha }}-1+\cdots +{\frac {x_{n}}{\alpha }}-1&={\frac {x_{1}+x_{2}+\cdots +x_{n}}{\alpha }}-n\\&=n-n\\&=0.\end{aligned}}}
Повертаючись до (*),
{\displaystyle {\frac {x_{1}x_{2}\cdots x_{n}}{\alpha ^{n}}}\leq e^{0}=1,}
що дає x1 x2 ·  ·  · xn ≤ αn, отже, в результаті
{\displaystyle {\sqrt[{n}]{x_{1}x_{2}\cdots x_{n}}}\leq \alpha .}

## Узагальнення

### Нерівність СА-СГ зважена
Існує подібна нерівність для середнього зваженого і середнього геометричного зваженого. А саме, нехай дані невід'ємні числа 
x1, x2, . . . , xn і невід'ємні ваги w1, w2, . . . , wn. Встановимо w = w1 + w2 +  · · · + wn. Якщо w > 0, тоді нерівність
{\displaystyle {\frac {w_{1}x_{1}+w_{2}x_{2}+\cdots +w_{n}x_{n}}{w}}\geq {\sqrt[{w}]{x_{1}^{w_{1}}x_{2}^{w_{2}}\cdots x_{n}^{w_{n}}}}}
виконується з рівністю тоді і тільки тоді, коли всі xk і wk > 0 однакові. Тут використовується домовленість, що 00 = 1.
Якщо всі wk = 1, то ми маємо звичайну нерівність СА-СГ.

### Доведення із використанням нерівності Єнсена
Використовуючи скінченну форму нерівності Єнсена для натурального логарифма, ми можемо довести нерівність між середнім арифметичним зваженим і середнім геометричним зваженим.
Оскільки xk з вагою wk = 0 не впливає на нерівність, ми можемо надалі припустити, що всі ваги додатні. Якщо всі xk однакові, тоді має місце рівність. Отже, залишилось довести строгу нерівність, якщо вони не однакові, ми це також припускатимемо далі. Якщо хоч один xk нульовий (але не всі), тоді середнє геометричне зважене нульове, тоді як середнє арифметичне зважене ненульове, тому має місце строга нерівність. Через це ми припускатимемо, що всі xk — додатні.
Оскільки натуральний логарифм є строго угнутим, скінченна форма нерівності Єнсена і функціональні рівняння натурального логарифма кажуть, що
{\displaystyle {\begin{aligned}\ln {\Bigl (}{\frac {w_{1}x_{1}+\cdots +w_{n}x_{n}}{w}}{\Bigr )}&>{\frac {w_{1}}{w}}\ln x_{1}+\cdots +{\frac {w_{n}}{w}}\ln x_{n}\\&=\ln {\sqrt[{w}]{x_{1}^{w_{1}}x_{2}^{w_{2}}\cdots x_{n}^{w_{n}}}}.\end{aligned}}}
Оскільки натуральний логарифм є строго висхідною функцією, то
{\displaystyle {\frac {w_{1}x_{1}+\cdots +w_{n}x_{n}}{w}}>{\sqrt[{w}]{x_{1}^{w_{1}}x_{2}^{w_{2}}\cdots x_{n}^{w_{n}}}}.}